# とことん!ホークス
とことん!ホークスは、CS放送の地球の声及びMONDO21で放送されていた福岡ダイエーホークス戦中継兼応援番組。1998年終了。
番組中に、芦川誠の進行で視聴者からのFAXによる選手の似顔絵を紹介する「気合のFAXコーナー」が名物コーナーで、コーナーの最後に芦川誠が発する「気合ですよ～、ハイっ!!」は視聴者の合言葉になっていた。

1997年は、「地球の声」で放送。翌1998年は「地球の声」の廃止に伴い、同じJICが運営しているMONDO21にて放送。
1999年からは、ホークス戦の中継がスポーツアイESPNで放送されることとなったため、1998年で番組は終了したが、番組継続を望むファンの声に応えて、スポーツアイESPNにおいて3連戦の初日の試合開始30分前に「THAT'S HAWKS」という番組名で「とことん」と同じキャストで放送されたが、1年限りで終了した。

## 番組形態
野球中継番組ではあったが、同時に応援番組も兼ねていたため、現地放送席からの実況・解説というスタイルはとらず、東京・天王洲アイルのスタジオから司会者の実況により進行するカラ出張の方法がとられた。解説者も置かず、水島新太郎ら、他の出演者が好き好きにコメントをしていた。

映像は、ドーム内のホークスビジョンに映すカメラの映像を使うため、観客がカメラに向かって手を振るシーンもしばしば見られた。

また、放送日ごとに「今日のテーマ」を設定し、視聴者からのFAX・メールによる投稿を募集し、番組中に随時紹介するスタイルがとられた。

## 出演者

### 司会
- たかとりじゅん
- 渡邊哲夫

### その他の出演者
- 水島新太郎
- 芦川誠
- ふとがね金太

## 公開放送
年に数回、視聴者を天王洲アイルのスタジオに招き公開放送を実施していた。